# 4S (原子炉)
4S（よんえす）は、東芝が開発中であるとされている小型ナトリウム冷却高速炉。発電出力1万kWと5万kWの2種が設計された。4Sの意味はSuper-Safe, Small & Simple。

## 概要と動作原理
中部電力から電力中央研究所へ出向し原子力部長や理事を務めた服部禎男は1986年から1993年にかけてアメリカのアルゴンヌ国立研究所との乾式再処理技術における共同研究に従事した。その途中の1988年、燃料無交換超小型安全炉を発案し、これが後の4S炉となった。東芝の原子力部門の技術者が具体的に設計し、炉心の直径は約1メートル以下（5万kWタイプで高さ4メートル、1万kWタイプで高さ1.5メートル）である。小型の原子炉が中性子を漏らしやすいという特徴を逆手に取った発想で、燃料を装填しただけでは、どうやっても臨界にならないという安全性を備えているとされている。臨界させるには、燃料棒に沿ってリング状の中性子反射板をスライドさせることで、漏れた中性子を反射させて連鎖反応を維持させる設計になっており、燃料はスライドする中性子反射板に沿ってロウソクのように30年（5万kWは20年）かけて徐々に燃焼して、終端まで反応して炉の寿命を終えるという。燃料の入れ替えという概念はなく、その分事故率を下げられるとされている。中性子反射板を燃料のない部分に退避させることで緊急停止する仕組みになっているとされる。
燃料は、アメリカのEBR-IIでも用いられたウラン・ジルコニウム（もしくはウラン・プルトニウム・ジルコニウム合金）の合金である金属燃料を使い、冷却材は液体ナトリウムを使用するという。高速炉に期待されるマイナーアクチノイドの燃焼も可能である。東芝も開発にかかわり、同じ液体ナトリウムを使用するタイプのもんじゅと違う点は、冷却材の流れに抵抗がない点。液体ナトリウムの量も少なく、故障の際にも自然対流による冷却が期待できる。東芝の設計では、冷却材を循環をさせるポンプも、可動部分の存在しない電磁対流ポンプが採用される。中性子反射板を重力に従って落下させるだけで緊急停止でき、装填されている核燃料も少量なため、事故の際の安全基準の目安とされている敷地境界距離も圧倒的に小さく、計算によると半径20メートルとされている。

## 実現への動き
動力炉・核燃料開発事業団が1996年に検討した小型炉は4S炉をもとにしていたが、燃料はもんじゅと同じウラン・プルトニウムのMOX燃料であり連続運転目標は2年であった。
1997年にエドワード・テラーの指示により、カリフォルニア大学とローレンス・リバモア国立研究所によるチームで4S炉構想についての成立性評価が実施され肯定的な評価がされた。
アラスカ州ガリーナ市が2004年12月に4S炉誘致を検討開始する発表を行ったが、稼働は実現していない。

## 利点
小型原子炉のメリットは、耐震強度、量産効果によるコストダウン、リコールによる安全性の向上、比較的都市部の近辺に設置可能なため、送電ロスを大幅に減らせることがあげられている。
需要家側にとっての小型化のメリットは、火力発電用の燃料生産や運搬が不便な僻地でも発電が可能になることが挙げられている。設置箇所としては、アメリカ合衆国の奥地やサハラ砂漠以南のブラックアフリカなど辺境地帯も対象として考えられている。
また、生産者側にとっての小型化のメリットは、発電プラントを工場で一体的に製作し、海上輸送することで、品質の確保と工期の短縮を狙えることである。さらに核燃料を30年間無交換とすることを前提としており、ライフサイクルコストの削減というメリットがある。